# Megaphyllum beroni
Megaphyllum beroni är en mångfotingart som först beskrevs av Pius Strasser 1973.  Megaphyllum beroni ingår i släktet Megaphyllum och familjen kejsardubbelfotingar. Inga underarter finns listade i Catalogue of Life.